# 熊本市立月出小学校
熊本市立月出小学校（くまもとしりつ つきでしょうがっこう）は、熊本県熊本市東区月出六丁目にある公立小学校。

## 沿革
- 1979年（昭和54年） - 熊本市立尾ノ上小学校、熊本市立託麻西小学校より分離し開校
- 1985年（昭和60年） - 熊本市立山ノ内小学校を分離
- 1991年（平成3年） - 熊本市立長嶺小学校を分離

## クラブ活動

### 運動部・クラブ
- 野球部
- サッカークラブ
- 男女バスケットボールクラブ
- 女子バレークラブ

### 文化部
- ブラスバンド部

## 著名な卒業生
- タケル (歌手)
- 西弘則（プロサッカー選手）

## 学校周辺
- 熊本県立大学
- 熊本赤十字病院
- 熊本都市バス小峯営業所